# Stinkgrävlingar
Stinkgrävlingar (Mydaus) är ett släkte av rovdjur som förekommer i Sydostasien. Dessa djur räknades tidigare till underfamiljen grävlingar (Melinae). Efter genetiska undersökningar blev det känt att de är närmare släkt med de nordamerikanska skunkarna än med mårddjuren.
Det finns två arter:
- Malajisk stinkgrävling (Mydaus javanensis) lever på Sumatra, Borneo och Java.
- Filippinsk stinkgrävling (Mydaus marchei) förekommer på vissa öar i Filippinerna, bland annat Palawan.

## Utseende
Stinkgrävlingar har en mörkbrun till svart pälsfärg. Hos arten M. javanensis finns ett vitt streck som går från bakhuvudet till svansens rot. Arten M. marchei har däremot bara en gul fläck på bakhuvudet. Den långa nosen är rörlig, extremiteterna korta och även svansen föreställer bara en kort stump. Vuxna djur når en kroppslängd mellan 32 och 50 cm, en svanslängd mellan 2 och 8 cm och en vikt mellan 1,4 och 3,6 kg.

## Levnadssätt
Enligt dessa iakttagelser som finns är M. javanensis aktiv på natten och M. marchei aktiv både på dagen och på natten. De vilar i självgrävda lyor eller använder bon som byggts av jordpiggsvin. Födan består av djur som maskar och insekter samt växtdelar.
När stinkgrävlingar känner sig hotade sprutar de en illaluktande vätska från sina analkörtlar. Avståndet till angriparen är då en meter eller mindre. Om djuret träffar ögat på en människa orsakar vätskan blindhet över en längre tid.

## Hot
Ibland jagas dessa djur för köttets skull. Analkörtlarna tas bort före matlagningen. Det största hotet utgörs däremot av förstöringen av arternas levnadsområde. IUCN listade arten M. marchei fram till 2008 som sårbar men numera listas båda arter som livskraftiga (least concern).